# Kaiyō
El Kaiyō (海鷹?  halcón marino) fue un portaaviones de escolta en servicio con la Armada Imperial Japonesa durante la Segunda Guerra Mundial.

## Historial de servicio
Botado el 9 de diciembre de 1938 como el buque de pasajeros Argentina Maru, fue completado el 31 de mayo de 1939, iniciando sus actividades para la línea Osaka Shosen Kaisha. Debía formar clase junto a su gemelo Brazil Maru, que resultó hundido antes de poder proceder con su conversión. El 1 de mayo de 1942 fue movilizado como transporte de tropas, y el 9 de diciembre del mismo año fue comprado a OSK para iniciar su conversión en portaaviones, que se inició al día siguiente en los mismos astilleros de Mitsubishi donde fue construido cuatro años antes.
Tras su conversión e inicio de servicio como portaaviones, sus primeras tareas fueron las de transportar aviones, no desempeñando su rol de portaaviones de escolta hasta el 13 de enero de 1944. El 10 de febrero de 1944 sufre un ataque nocturno del submarino USS Permit (SS-178), cuyos torpedos no alcanzan al Kaiyō. El 21 de abril, mientras escolta al convoy HI-58, uno de sus aviones detecta al submarino estadounidense USS Robalo (SS-273) siguiendo al convoy a unos 30 kilómetros. El submarino resulta dañado pero consigue escapar.
El 14 de enero de 1945 es asignado junto al portaaviones Hōshō, el veterano destructor Yūkaze y el buque-blanco Settsu a tareas de entrenamiento de pilotos en Kure. Recibe daños en un ataque aéreo el 19 de marzo, alcanzado por una bomba su sala de máquinas de babor, iniciándose un incendio. Una vía de agua provocó una inundación que escoró el buque, forzando su traslado a aguas poco profundas como medida de precaución. Vuelve al puerto de Kure dos días después.
El 18 de julio chocó con una mina marina en la bahía de Fudai, pero el daño resultó ser de poca importancia, sin afectar la navegabilidad ni la estructura, sin embargo, un nuevo ataque aéreo el 24 de julio le hizo colisionar con otra mina mientras maniobraba a alta velocidad. Esta vez el daño fue considerable, perdiéndose el manejo del timón e iniciándose nuevamente inundaciones en la sala de máquinas de babor. El conducto principal de vapor se rompió, dejando al portaaviones inmóvil en el mar a merced de los atacantes aéreos, que lo alcanzaron en dos ocasiones. Remolcado por el destructor Yūkaze, fue encallado en la costa de la bahía de Beppu, en la Prefectura de Oita, donde siguieron los trabajos para cerrar las vías de agua y achicar el agua.
El 28 de julio un nuevo ataque aéreo, probablemente de aparatos del USS Essex (CV-9) daña al Kaiyō con cohetes y bombas. Una de ellas deshabilita los generadores eléctricos, lo que detiene las bombas de achique, agravando la inundación y haciendo que el barco finalmente se hunda los pocos metros que le separaban del fondo marino, ligeramente escorado a babor. Los trabajos de reparación siguen con luces manuales y sin ventilación, pero otros dos ataques el 29 de julio empeoran la situación y fuerzan al abandono de la nave. Tan sólo la dotación de las piezas antiaéreas permanece a bordo, hasta que tras otro ataque el 9 de agosto también abandonan la nave. Tras la guerra, fue desguazado en 1947.